# Nesiostrymon celida
Nesiostrymon celida är en fjärilsart som beskrevs av Lucas 1856. Nesiostrymon celida ingår i släktet Nesiostrymon och familjen juvelvingar. Inga underarter finns listade i Catalogue of Life.

## Bildgalleri

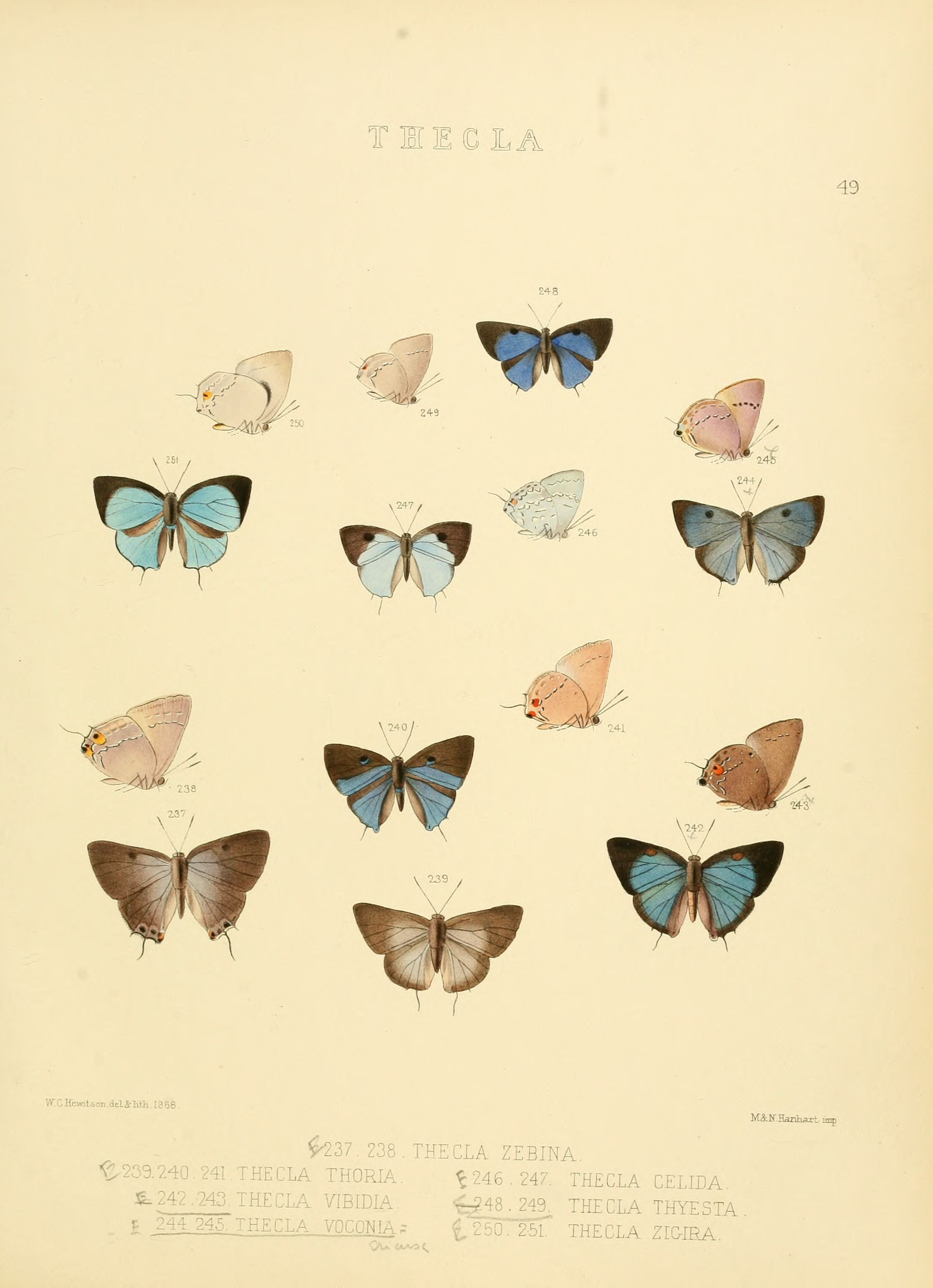